# Karuzi

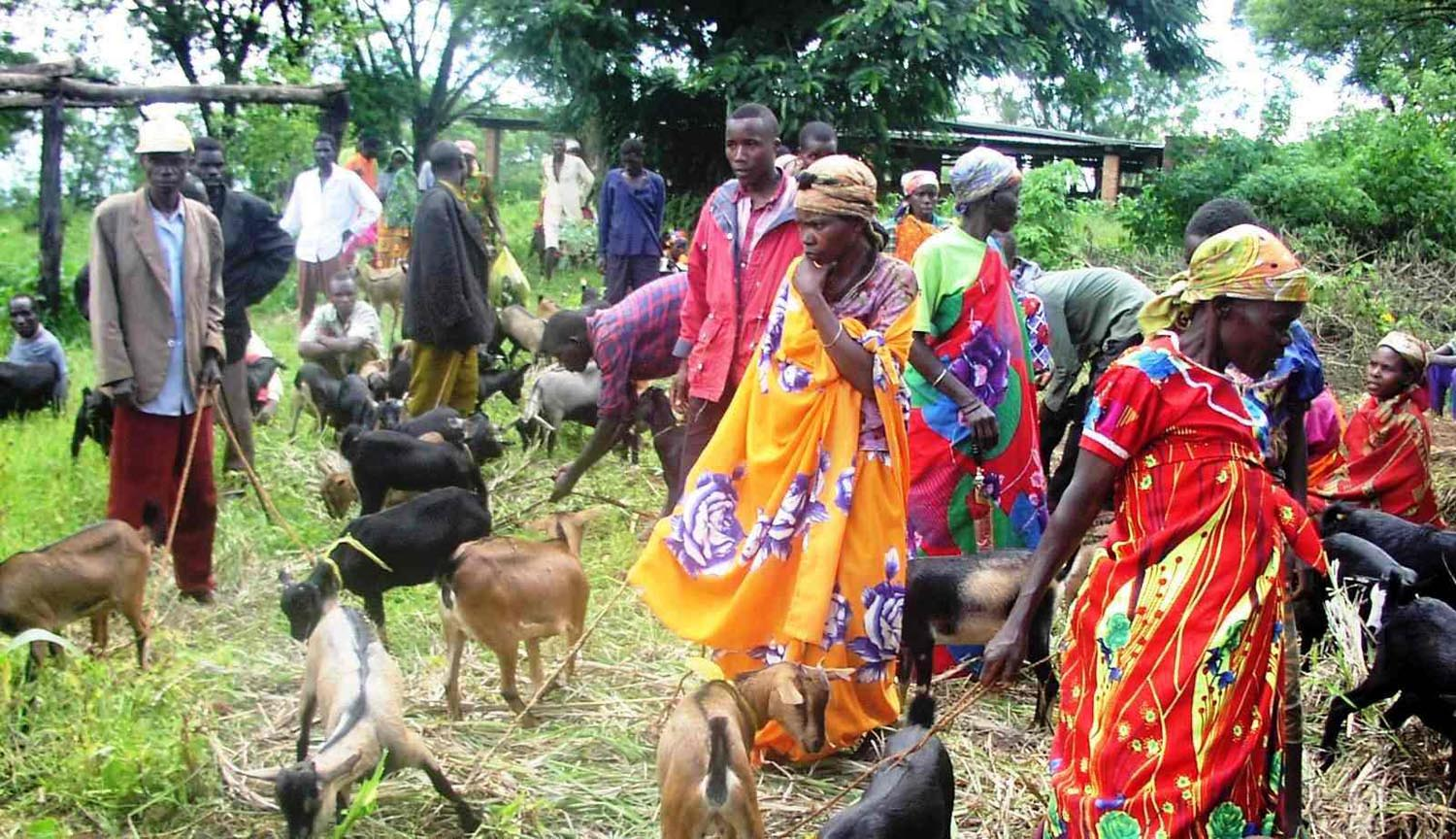
Getter på marknad i Karuzi.

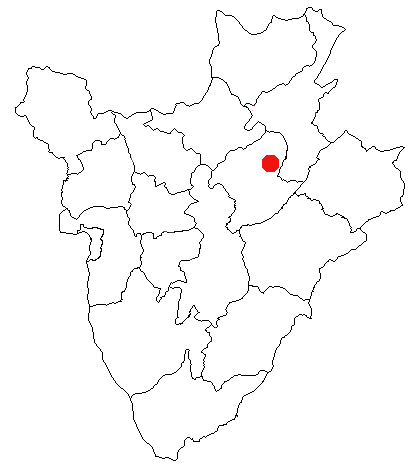
Karuzis läge i Burundi.

Karuzi är en stad i centrala Burundi. Karuzi är huvudort i provinsen Karuzi, och folkmängden uppgick till 6 180 invånare vid folkräkningen 2008.